# 1882 en science
| Années de la science : 1879 - 1880 - 1881 - 1882 - 1883 - 1884 - 1885    |
| Décennies de la science : 1850 - 1860 - 1870 - 1880 - 1890 - 1900 - 1910 |

Cet article présente les faits marquants de l'année 1882 en science.

## Événements
- 20 février : création de la Society for Psychical Research de Londres dans le but d'étudier d'un point de vue scientifique les phénomènes décrits comme paranormaux[1].

- 25 février : dans une note lue devant l'Académie des sciences d'Amsterdam intitulée Ueber Sauerstoffausscheidung von Pflanzenzellen im Mikrospektrum (« Sur le dégagement d'oxygène par les cellules végétales dans le microspectre ») le physiologiste Theodor Wilhelm Engelmann met en évidence le rôle des couleurs dans la photosynthèse[2].
- 24 mars : la découverte par le médecin et microbiologiste Robert Koch du bacille de la tuberculose est annoncée à la Société de physiologie de Berlin[3].

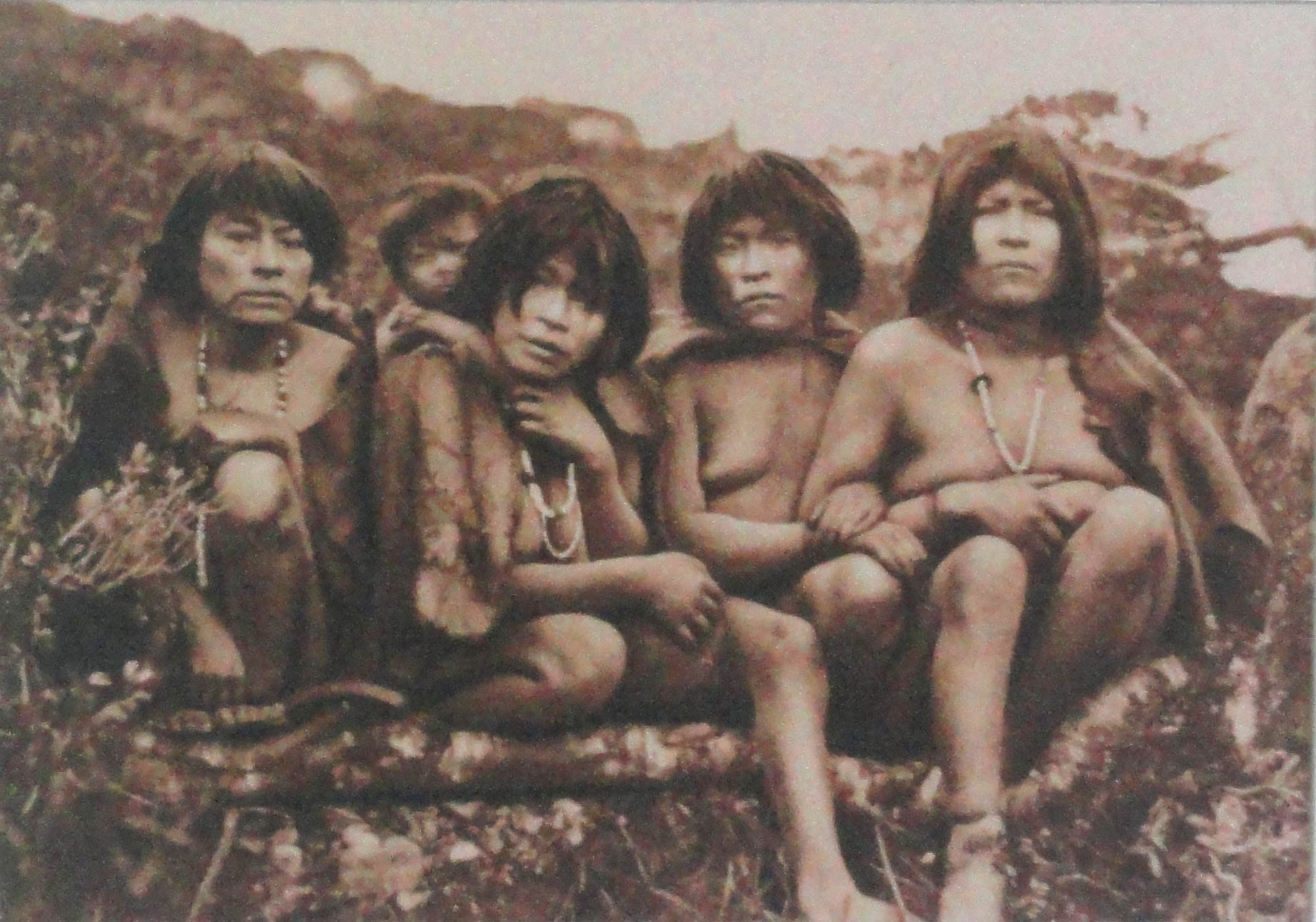
Femmes Yahgan. Photographie de la mission scientifique française du cap Horn (1882-1883).

- 17 juillet : départ de Cherbourg du navire français La Romanche, 140 personnes à bord pour la Terre de Feu et l'île Navarino. L’expédition atteint la baie Orange le 6 septembre, et effectue sept voyages dans l'archipel jusqu'en septembre 1883[4]. Elle ramène un reportage unique au monde de 320 photos sur plaques de verre au « gélatino-bromure d'argent » sur les indiens Yahgans dans la région de Puerto Williams près du cap Horn.

- 1er août 1882-1er septembre 1883 : première Année polaire internationale, créée à l'initiative du lieutenant de vaisseau de la marine autrichienne Karl Weyprecht pour favoriser la collaboration internationale dans l'étude des régions polaires[5].

- 1er septembre : apparition de la Grande comète de septembre 1882 dans le golfe de Guinée. Elle est observée par l'astronome William Henry Finlay depuis Le Cap en Afrique du Sud dans la nuit du 7 au 8 septembre[6].

- 6 décembre : transit de Vénus, le second du XIXe siècle[7].

- Le volcanologue italien Luigi Palmieri réussit pour la première fois à démontrer la présence d'hélium sur la Terre, par l'analyse spectrale de la lave du Vésuve[8].

### Technologie
- 17 janvier : Lewis Howard Latimer fait breveter son procédé de fabrication et de montage de filaments de carbone pour lampes à incandescence[9].
- 13 mars, 27 mars et 10 avril : Étienne-Jules Marey présente son fusil photographique, une technique de chronophotographie, à l'Académie des sciences[10].

- 29 avril : l'inventeur allemand Werner von Siemens teste l'electromote (en), un précurseur du trolleybus, sur une distance de 540 mètres à Berlin-Halensee[11].
- 6 juin : l'inventeur américain Henry W. Seely de New York obtient un brevet pour un fer à repasser électrique[12].

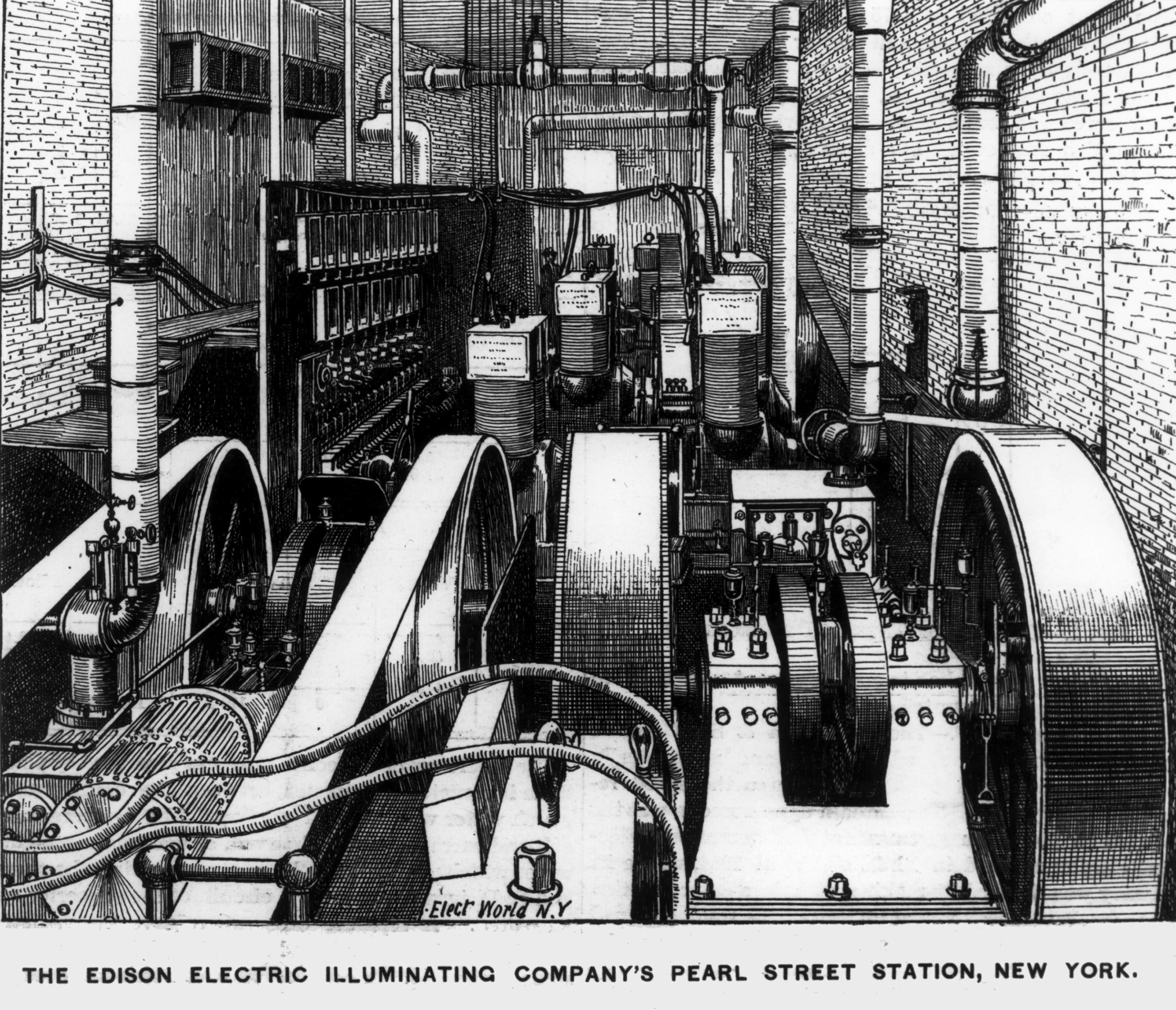
L'intérieur de la Pearl Street Station.

- 4 septembre : l'inventeur américain Thomas Edison démarre à New York la Pearl Street Station, la première centrale électrique à courant continu au monde fournissant de l'électricité pour alimenter l'éclairage des maisons de Wall Street[13].

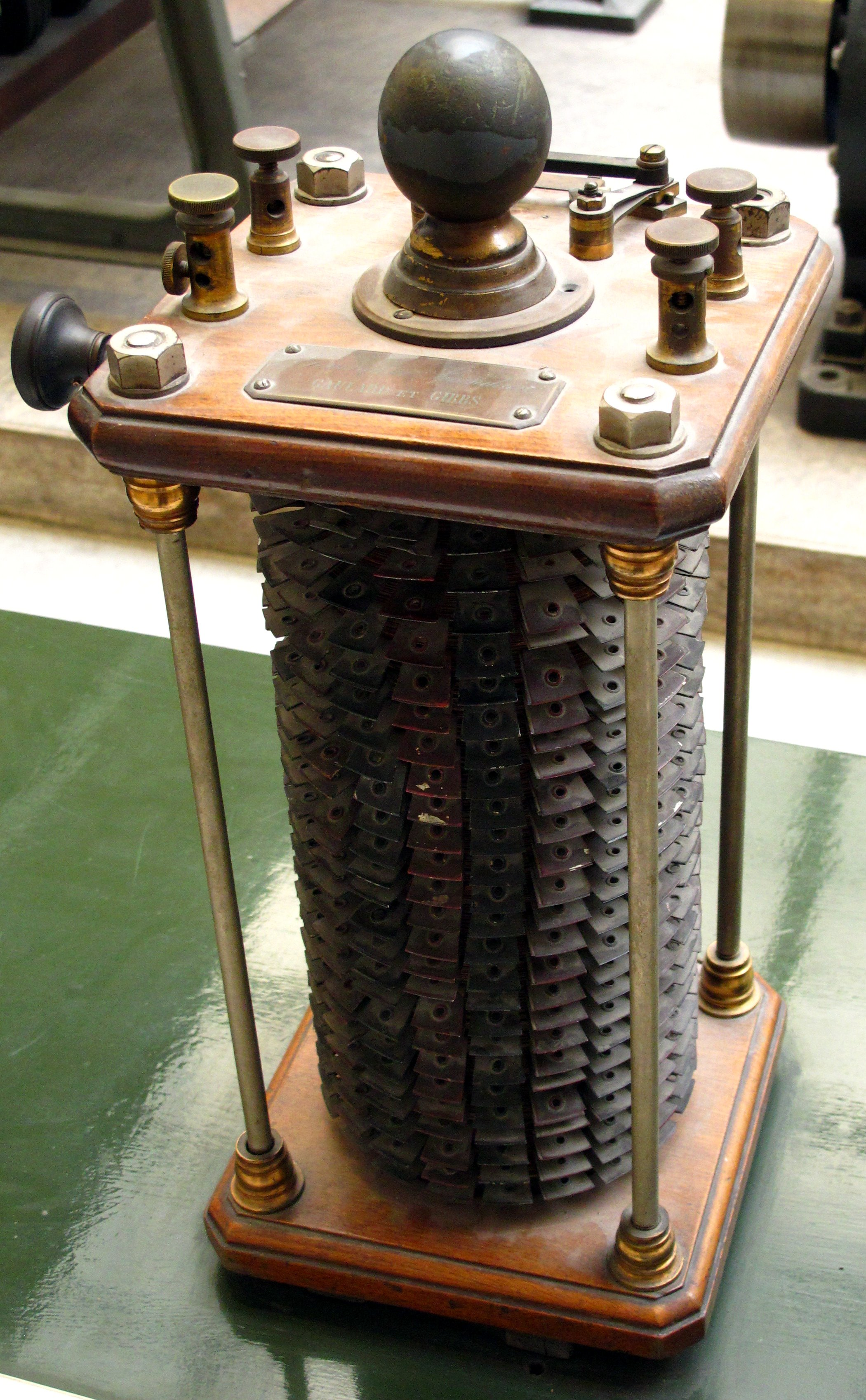
Un des premiers transformateur électrique de Gaulard et Gibbs, vers 1884.

- 7 octobre : Lucien Gaulard et John Dixon Gibbs déposent le premier brevet fondateur de la distribution électrique moderne sous le titre « Nouveau système de distribution de l’électricité pour servir à la production de lumière et de la force motrice »[14]. Ils proposent de produire et transporter l’énergie électrique par l’emploi du courant alternatif et surtout préconisent l’utilisation des « générateurs secondaires » (des transformateurs).

- James Wimshurst invente la machine électrostatique qui porte son nom[15].
- James Atkinson introduit le cycle d'Atkinson un cycle thermodynamique utilisé dans un moteur à combustion[16].

## Publications
- Shimadzu publie un catalogue d'équipement de physique et de chimie, créant la première liste d'instruments scientifiques disponibles au Japon[17].

## Prix
- Médailles de la Royal Society
  - Médaille Copley : Arthur Cayley
  - Médaille Davy : Dmitri Mendeleïev et Lothar Meyer
  - Médaille royale : Lord Rayleigh, William Henry Flower
  - Médaille Rumford : William de Wiveleslie Abney

- Médailles de la Geological Society of London
  - Médaille Lyell : John Lycett
  - Médaille Murchison : Jules Gosselet
  - Médaille Wollaston : Franz Ritter von Hauer

## Naissances

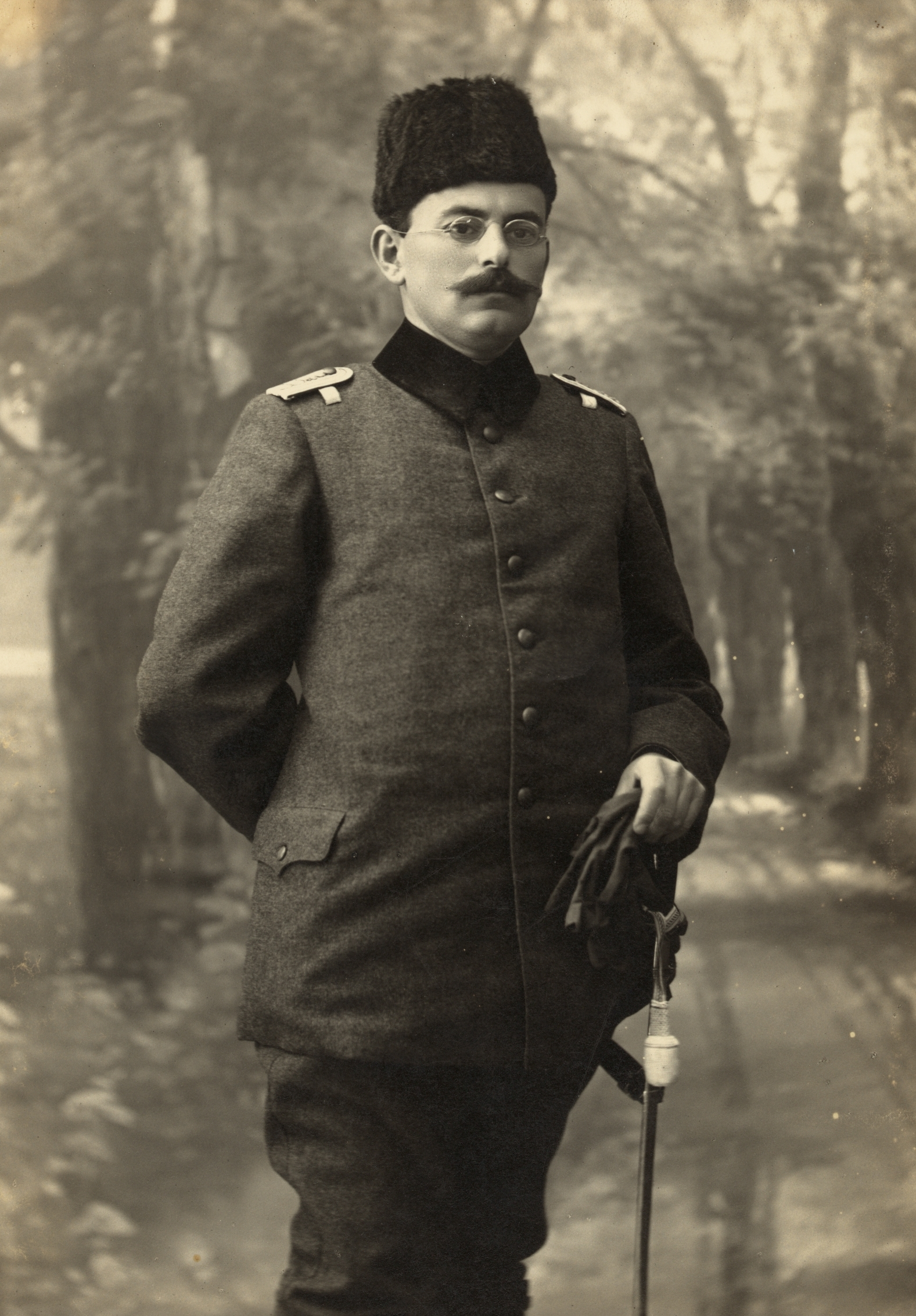
Tawfiq Canaan

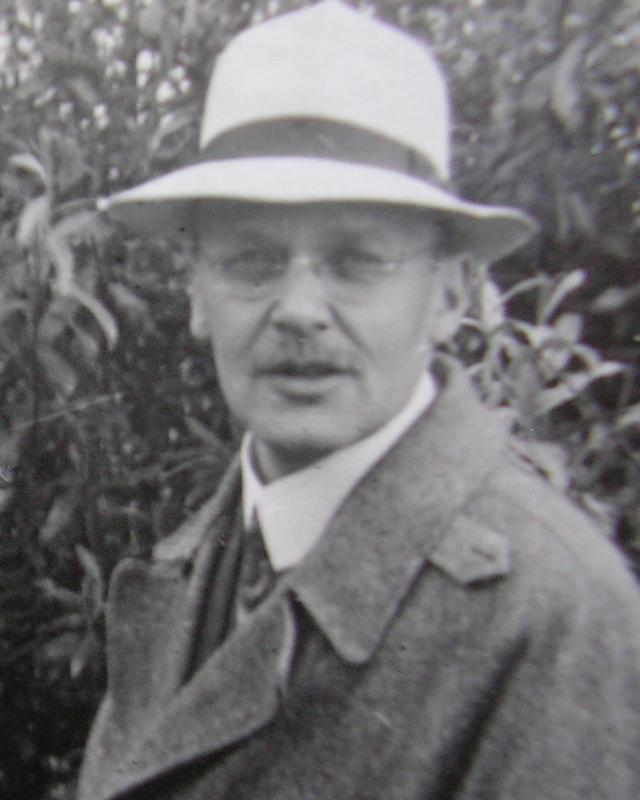
Hans Geiger en 1928

- 10 janvier : Eugène Joseph Delporte (mort en 1955), astronome belge.
- 11 janvier : Amédée Lemozi (mort en 1970), archéologue, spéléologue et préhistorien français.
- 14 janvier : Adrien Prévost de Longpérier (né en 1816), numismate et archéologue français.
- 21 janvier : Felix Bryk (mort en 1957), anthropologue, entomologiste et écrivain suédois.
- 22 janvier : Paul Hambruch (mort en 1933), ethnologue allemand.
- 24 janvier : Harold D. Babcock (mort en 1968), astronome américain.
- 3 février : Julien Péridier (mort en 1967), ingénieur en électricité et astronome amateur français.
- 5 février : August Kopff (mort en 1960), astronome allemand.
- 8 février : John Charles Duncan (mort en 1967), astronome américain.
- 13 février : Tadeusz Banachiewicz (mort en 1954), astronome, mathématicien et géodésiste polonais.
- 20 mars : Arnold Heim (mort en 1965), géologue suisse.
- 21 avril : Percy Williams Bridgman (mort en 1961), physicien américain, prix Nobel de physique en 1946.

- 1er mai : Reginald Ruggles Gates (mort en 1962), botaniste, généticien et anthropologue canadien.
- 3 mai : Alexandre Schaumasse (mort en 1958), astronome français.
- 5 mai : Douglas Mawson (mort en 1958), explorateur polaire et géologue australien.
- 6 mai : Charles Gallissot (mort en 1956), astronome et mathématicien français.
- 22 juillet : Matthias Pier (mort en 1965), chimiste allemand.

- 26 août : James Franck (mort en 1964), physicien allemand, prix Nobel de physique en 1925.
- 28 août :  Ethel Newbold (morte en 1933), épidémiologiste et statisticienne britannique.
- 31 août : Uno Holmberg-Harva (mort en 1949), ethnologue finlandais.

- 1er septembre : Henry Maurice Sheffer (mort en 1964), logicien américain.
- 8 septembre : Alberto Vojtěch Frič (mort en 1944), ethnographe, voyageur, botaniste et écrivain tchèque.
- 12 septembre : Tawfiq Canaan (mort en 1964), médecin et folkloriste palestinien.
- 30 septembre : Hans Geiger (mort en 1945), physicien allemand qui a inventé avec Walther Müller le compteur Geiger.

- 5 octobre
  - Giorgio Abetti (mort en 1982), astronome italien.
  - Robert Goddard (mort en 1945), ingénieur et physicien américain.
- 22 novembre : Luigi Casale (mort en 1927), chimiste italien.
- 29 novembre : Henri Fabre (mort en 1984), ingénieur et aviateur français.
- 11 décembre : Max Born (mort en 1970), physicien allemand naturalisé britannique, prix Nobel de physique en 1954.
- 17 décembre : Edward Russell Ayrton (mort en 1914), égyptologue et archéologue britannique.
- 25 décembre : Fredrik Rosing Bull (mort en 1925), ingénieur norvégien.
- 28 décembre : Arthur Eddington (mort en 1944), astrophysicien britannique.

## Décès

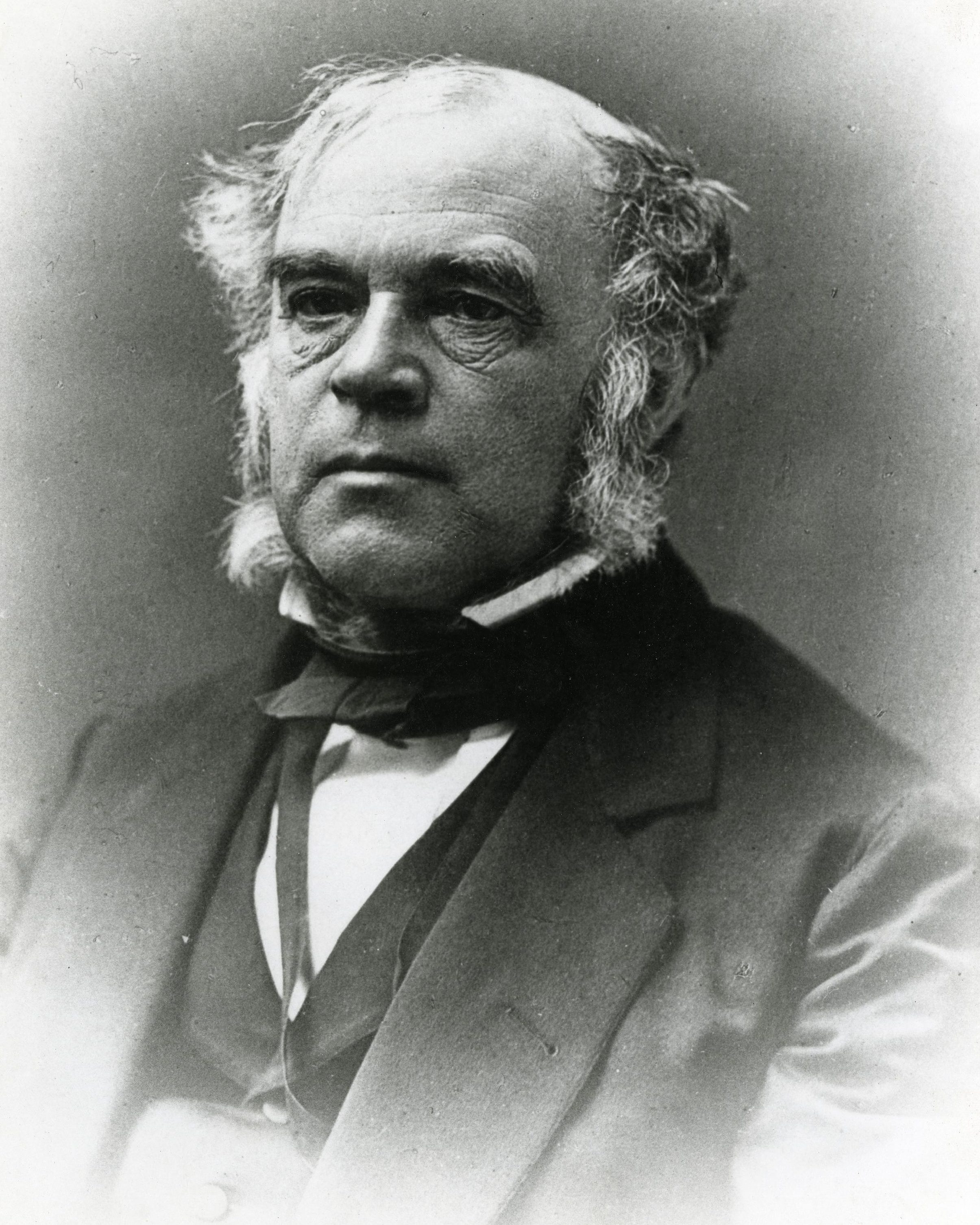
John William Draper

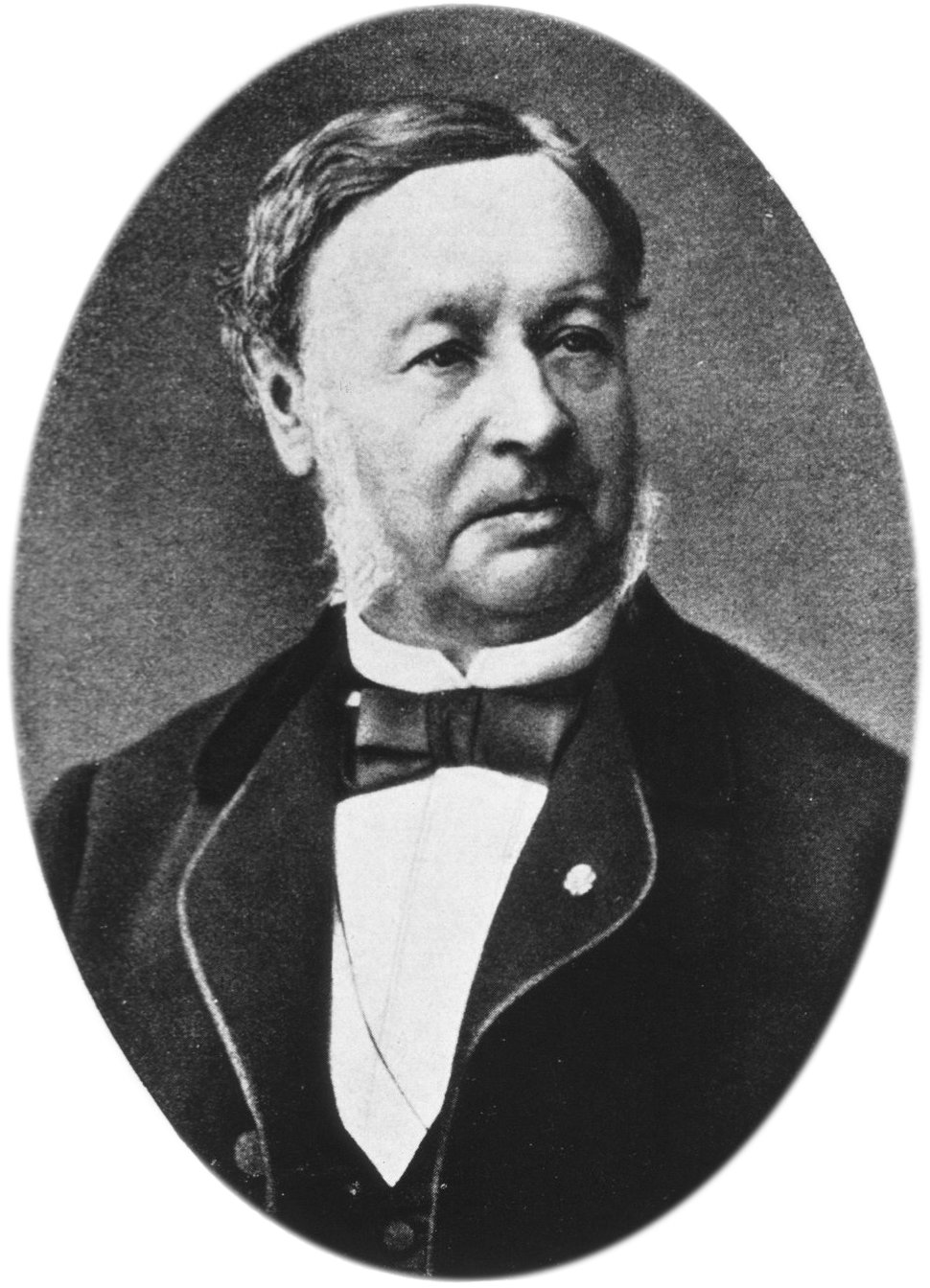
Theodor Schwann

- 4 janvier : John William Draper (né en 1811), scientifique, philosophe, médecin, chimiste, historien et photographe américain d'origine anglaise.
- 11 janvier : Theodor Schwann (né en 1810), physiologiste, histologiste et cytologiste allemand.
- 1er février : Antoine Bussy (né en 1794), pharmacien et chimiste français.

- 4 mars : Alphonse Poitevin (né en 1819), photographe français.
- 10 mars : Charles Wyville Thomson (né en 1830), naturaliste écossais.

- 19 avril : Charles Darwin (né en 1809), naturaliste anglais.
- 27 avril : Ferdinand Reich (né en 1799), chimiste allemand.

- 17 mai : François Chabas (né en 1817), égyptologue français.
- 28 mai : Louis Eugène Robert (né en 1806), naturaliste et géologue français.

- 28 juin : Jacques Nicolas Ernest Germain de Saint-Pierre (né en 1814), botaniste français.

- 29 juillet : Andrew Leith Adams (né en 1827), médecin, naturaliste et géologue britannique.

- 13 août : William Stanley Jevons (né en 1835), économiste et logicien britannique.

- 7 septembre : Emile Plantamour (né en 1815), astronome suisse.
- 23 septembre : Friedrich Wöhler (né en 1800), chimiste allemand.
- 25 septembre : Désiré van Monckhoven (né en 1834), chimiste, opticien et physicien belge.

- 14 octobre : Casimir Davaine (né en 1812), médecin français.

- 6 novembre : Franz Hermann Troschel (né en 1810), zoologiste allemand.
- 20 novembre : Henry Draper (né en 1837), médecin et astronome amateur américain.

- 3 décembre : James Challis (né en 1803), astronome et membre du clergé britannique.